# Mołoszkowice (przystanek kolejowy)
Mołoszkowice (ukr. Молошковичі, ros. Молошковичи) – przystanek kolejowy w pobliżu miejscowości Mołoszkowice, w rejonie jaworowskim, w obwodzie lwowskim, na Ukrainie.